# おっぱい小さくて何が悪いのさ!
『おっぱい小さくて何が悪いのさ!』（おっぱいちいさくてなにがわるいのさ）は、日本のアダルトゲームブランド・スワンマニアが2011年1月28日に発売した18禁アドベンチャーゲーム。

## 概要
有限会社アセンドアイの低価格ブランドの一つ・スワンマニアの第25作。前作『様々な媚薬を作り出し、女の子をエロエロにしちゃおう』に続いて薬品がテーマとなっており、ゲームシステムもほぼ共通している。
なお、従来のスワン作品はコンテンツ・ソフト協同組合（CSA）メディア倫理委員会が審査を行っていたが2010年12月にCSAの事業再編（日映審の吸収合併）が行われたことに伴い、本作より映像倫理機構の審査に移行している。

## ストーリー
無丹生（むにゅう）町の女性はどう言う訳かことごとく、おっぱいが小さくロリ体形であった。その無丹生町で生まれ育った主人公・三浦大和は巨乳への憧れが人一倍強く、おっぱいを揉んだり吸ったり顔を埋めたりしたいと言う執念でおっぱいを成長させる新薬を開発する。町の女の子達もおっぱいを大きくしたいと言う悩みから大和が開発した新薬の被験者に名乗り出るものの、品質が安定せず貧乳がつるぺたになってしまったりで試行錯誤を重ねることになってしまう。

## 登場人物
三浦 大和（みうら やまと）
主人公。何故か貧乳の女性ばかりの無丹生町で生まれ育ち、おっぱいを揉んだり吸ったり顔を埋めたりしたいと言う執念で薬剤師となり、おっぱいを成長させる新薬を開発する。
小日向 若葉（こひなた わかば）
八百屋の娘。近所に住む大和によく懐いており「お兄ちゃん」と呼んでいる。
一之瀬 陽菜乃（いちのせ ひなの）
無丹生町で一番の美人と評判なケーキ屋の店員。発表当初、前作『様々な媚薬を作り出し、女の子をエロエロにしちゃおう』に登場する主人公の妹・一之瀬乙羽と同姓同名であったが発売前に改名された。

## スタッフ
- シナリオ 南条巴
- 原画 桃竜
- 音楽 arp